# Schellenbergia
Schellenbergia es un género de plantas con flores perteneciente a la familia de las connaráceas. Incluye una sola especie: Schellenbergia sterculiifolia (Prain) C.E.Parkinson.
Está considerado un sinónimo del género Vismianthus Mildbr.